# فيلدينغ إتش يوست
فيلدينغ إتش يوست (بالإنجليزية: Fielding H. Yost) هو مدير فني أمريكي، ولد في 30 أبريل 1871 في فيرفيو في الولايات المتحدة، وتوفي في 20 أغسطس 1946 في آن آربر في الولايات المتحدة بسبب مرض.

## وصلات خارجية
- فيلدينغ إتش يوست على موقع IMDb (الإنجليزية)
- فيلدينغ إتش يوست على موقع الموسوعة البريطانية (الإنجليزية)
- فيلدينغ إتش يوست على موقع إن إن دي بي (الإنجليزية)